# Llista de monuments de Vilanova i la Geltrú
Llista de monuments de Vilanova i la Geltrú inclosos en l'Inventari del Patrimoni Arquitectònic de Catalunya per al municipi de Vilanova i la Geltrú (Garraf). Inclou els inscrits en el Registre de Béns Culturals d'Interès Nacional (BCIN) amb la classificació de monuments històrics i els béns culturals d'interès local (BCIL) de caràcter arquitectònic.
| Monument                                                                              | Protecció      | Estil/època                                      | Localització                                                                                     | Coordenades                                            | Codi?         | Imatge |
| ------------------------------------------------------------------------------------- | -------------- | ------------------------------------------------ | ------------------------------------------------------------------------------------------------ | ------------------------------------------------------ | ------------- | --- |
| Masia d'en Cabanyes                                                                   | BCIN 446-MH-EN | Neoclassicisme XVIII                             | Vilanova i la Geltrú                                                                             | 41° 14′ 26″ N, 1° 42′ 55″ E / 41.24062°N,1.71535°E     | IPA-517       | Masia de Can Cabanyes (Vilanova i la Geltrú) · Vegeu més fotos d'aquest monument · Carregueu una nova foto d'aquest monument                                    |
| Castell de la Geltrú, seu de l'Arxiu Comarcal del Garraf                              | BCIN 1792-MH   | Gòtic, historicisme XII-XV, XX                   | Vilanova i la Geltrú Pl. de Font i Gumà, 1, la Geltrú                                            | 41° 13′ 37″ N, 1° 43′ 40″ E / 41.22685°N,1.727778°E    | IPA-2007      | Castell de la Geltrú (Vilanova i la Geltrú) · Vegeu més fotos d'aquest monument · Carregueu una nova foto d'aquest monument                                     |
| Torre d'Enveja o Torre de Sant Joan                                                   | BCIN 1793-MH   | Romànic XIII, XIX                                | Vilanova i la Geltrú Parc de la Quadra d'Enveja                                                  | 41° 13′ 29″ N, 1° 42′ 48″ E / 41.224735°N,1.713330°E   | RI-51-0005770 | Torre d'Enveja (Vilanova i la Geltrú) · Vegeu més fotos d'aquest monument · Carregueu una nova foto d'aquest monument                                           |
| Torre de Solicrup                                                                     | BCIN 1794-MH   | Obra popular XIII-XIX                            | Vilanova i la Geltrú                                                                             | 41° 13′ 29″ N, 1° 44′ 32″ E / 41.2247°N,1.742277°E     | RI-51-0005771 | Torre de Solicrup (Vilanova i la Geltrú) · Vegeu més fotos d'aquest monument · Carregueu una nova foto d'aquest monument                                        |
| Torre Quadrada del Mas de l'Esquerrer                                                 | BCIN 1795-MH   | XVII-XVIII, XX                                   | Vilanova i la Geltrú Ctra. 246a                                                                  | 41° 12′ 34″ N, 1° 41′ 28″ E / 41.209513°N,1.691017°E   | RI-51-0005772 | Torre Quadrada del Mas de l'Esquerrer (Vilanova i la Geltrú) · Vegeu més fotos d'aquest monument · Carregueu una nova foto d'aquest monument                    |
| Torre o Fortí Carlí a Ribes Roges                                                     | BCIN 1796-MH   | Obra popular XIX                                 | Vilanova i la Geltrú Pg. de Ribes Roges                                                          | 41° 12′ 52″ N, 1° 43′ 31″ E / 41.214526°N,1.725228°E   | RI-51-0005773 | Torre de Ribes Roges (Vilanova i la Geltrú) · Vegeu més fotos d'aquest monument · Carregueu una nova foto d'aquest monument                                     |
| Biblioteca Museu Víctor Balaguer                                                      | BCIN 4181-MH   | Eclecticisme XIX Final                           | Vilanova i la Geltrú Av. Víctor Balaguer                                                         | 41° 13′ 17″ N, 1° 43′ 46″ E / 41.221383°N,1.729494°E   | RI-51-0001334 | Biblioteca Museu Víctor Balaguer (Vilanova i la Geltrú) · Vegeu més fotos d'aquest monument · Carregueu una nova foto d'aquest monument                         |
| Habitatge al carrer Comerç, 7-9                                                       |                | Eclecticisme XIX Mitjan                          | Vilanova i la Geltrú C. Comerç, 7-9                                                              | 41° 13′ 36″ N, 1° 43′ 30″ E / 41.226569°N,1.725128°E   | IPA-4476      | Habitatge al carrer Comerç, 7-9 (Vilanova i la Geltrú) · Vegeu més fotos d'aquest monument · Carregueu una nova foto d'aquest monument                          |
| La Peixateria Vella                                                                   | BCIL 1987      | Neoclassicisme XIX                               | Vilanova i la Geltrú C. Unió, 5                                                                  | 41° 13′ 36″ N, 1° 43′ 38″ E / 41.226635°N,1.727184°E   | IPA-4477      | La Peixateria Vella (Vilanova i la Geltrú) · Vegeu més fotos d'aquest monument · Carregueu una nova foto d'aquest monument                                      |
| Hospital de Sant Antoni Abat, antic convent dels Carmelites                           | BCIL 1987      | Eclecticisme XVIII                               | Vilanova i la Geltrú C. de Sant Josep, 21-23                                                     | 41° 13′ 43″ N, 1° 43′ 22″ E / 41.228717°N,1.722823°E   | IPA-4478      | Hospital de Sant Antoni Abat (Vilanova i la Geltrú) · Vegeu més fotos d'aquest monument · Carregueu una nova foto d'aquest monument                             |
| Casa Mir o Cal Rei                                                                    | BCIL 1987      | Neoclassicisme-romàntic XIX                      | Vilanova i la Geltrú C. Sant Josep, 5 - c. Joaquim Mir                                           | 41° 13′ 41″ N, 1° 43′ 25″ E / 41.227954°N,1.72373°E    | IPA-4479      | Casa Mir (Vilanova i la Geltrú) · Vegeu més fotos d'aquest monument · Carregueu una nova foto d'aquest monument                                                 |
| Plaça de la Vila                                                                      | BCIL 1987      | Neoclassicisme-romàntic XIX                      | Vilanova i la Geltrú Pl. de la Vila                                                              | 41° 13′ 27″ N, 1° 43′ 33″ E / 41.224288°N,1.725893°E   | IPA-4480      | Plaça de la Vila (Vilanova i la Geltrú) · Vegeu més fotos d'aquest monument · Carregueu una nova foto d'aquest monument                                         |
| Ajuntament de Vilanova i la Geltrú o Casa de la Vila                                  | BCIL 1987      | Neoclassicisme-romàntic XIX                      | Vilanova i la Geltrú Pl. de la Vila, 7                                                           | 41° 13′ 27″ N, 1° 43′ 34″ E / 41.224161°N,1.726045°E   | IPA-4481      | Ajuntament de Vilanova i la Geltrú · Vegeu més fotos d'aquest monument · Carregueu una nova foto d'aquest monument                                              |
| El Foment Vilanoví                                                                    | BCIL 1987      | Neoclassicisme-romàntic XIX Mitjan               | Vilanova i la Geltrú Pl. de les Cols, 10                                                         | 41° 13′ 36″ N, 1° 43′ 33″ E / 41.22654°N,1.725906°E    | IPA-4482      | El Foment Vilanoví (Vilanova i la Geltrú) · Vegeu més fotos d'aquest monument · Carregueu una nova foto d'aquest monument                                       |
| Casa del Poeta Cabanyes                                                               | BCIL 1987      | Neoclassicisme XVIII                             | Vilanova i la Geltrú Pl. de les Cols, 1-3                                                        | 41° 13′ 35″ N, 1° 43′ 31″ E / 41.226507°N,1.725367°E   | IPA-4483      | Casa del Poeta Cabanyes (Vilanova i la Geltrú) · Vegeu més fotos d'aquest monument · Carregueu una nova foto d'aquest monument                                  |
| Can Jenar Ferrer                                                                      | BCIL 1987      | Neoclassicisme-romàntic XIX                      | Vilanova i la Geltrú C. Sant Joan, 18                                                            | 41° 13′ 33″ N, 1° 43′ 32″ E / 41.22577°N,1.72568°E     | IPA-4484      | Can Jenar Ferrer (Vilanova i la Geltrú) · Vegeu més fotos d'aquest monument · Carregueu una nova foto d'aquest monument                                         |
| Església parroquial de la Immaculada Concepció o Església del Mar                     | BCIL 1987      | Eclecticisme XIX Mitjan                          | Vilanova i la Geltrú Pl. de la Immaculada Concepció                                              | 41° 13′ 05″ N, 1° 43′ 47″ E / 41.218089°N,1.729828°E   | IPA-4486      | Església parroquial de la Immaculada Concepció (Vilanova i la Geltrú) · Vegeu més fotos d'aquest monument · Carregueu una nova foto d'aquest monument           |
| Ciutat jardí de Ribes Roges o conjunt de Ribes Roges                                  | BCIL 1987      | Modernisme XX (1910)                             | Vilanova i la Geltrú Pg. Ribes Roges                                                             | 41° 12′ 49″ N, 1° 43′ 20″ E / 41.213729°N,1.72225°E    | IPA-4487      | Ciutat jardí de Ribes Roges (Vilanova i la Geltrú) · Vegeu més fotos d'aquest monument · Carregueu una nova foto d'aquest monument                              |
| Cementiri municipal de Vilanova i la Geltrú                                           | BCIL 1987      | Neoclassicisme XIX                               | Vilanova i la Geltrú Ctra. C-244 de Vilanova a Vilafranca                                        | 41° 13′ 55″ N, 1° 43′ 41″ E / 41.231993°N,1.728077°E   | IPA-4488      | Cementiri municipal de Vilanova i la Geltrú · Vegeu més fotos d'aquest monument · Carregueu una nova foto d'aquest monument                                     |
| Font monument a Joaquim Soler i Gustems o Font de la plaça dels Carros                | BCIL 1987      | Modernisme XIX                                   | Vilanova i la Geltrú Pl. de Soler i Gustems                                                      | 41° 13′ 24″ N, 1° 43′ 37″ E / 41.223204°N,1.726989°E   | IPA-4490      | Font monument a Joaquim Soler i Gustems (Vilanova i la Geltrú) · Vegeu més fotos d'aquest monument · Carregueu una nova foto d'aquest monument                  |
| Casa al carrer de Sant Gervasi, 72                                                    |                | Obra popular XVIII                               | Vilanova i la Geltrú C. Sant Gervasi, 72                                                         | 41° 13′ 29″ N, 1° 43′ 31″ E / 41.224843°N,1.725204°E   | IPA-4491      | Casa al carrer de Sant Gervasi, 72 (Vilanova i la Geltrú) · Vegeu més fotos d'aquest monument · Carregueu una nova foto d'aquest monument                       |
| Masia Cerdet, o Mas Sardet                                                            | BCIL 1987      | Obra popular XIX                                 | Vilanova i la Geltrú Camí Ral, al costat de la masia Can Cabanyes                                | 41° 14′ 29″ N, 1° 42′ 59″ E / 41.241294°N,1.716401°E   | IPA-4492      | Masia Cerdet (Vilanova i la Geltrú) · Vegeu més fotos d'aquest monument · Carregueu una nova foto d'aquest monument                                             |
| Masia de Can Xicarró o Villa Rosa                                                     | BCIL 1987      | Eclecticisme, obra popular XIX Mitjan            | Vilanova i la Geltrú Camí de Mas Xicarró                                                         | 41° 14′ 08″ N, 1° 42′ 38″ E / 41.235520°N,1.710515°E   | IPA-4494      | Masia de Can Xicarró (Vilanova i la Geltrú) · Vegeu més fotos d'aquest monument · Carregueu una nova foto d'aquest monument                                     |
| Torres dels Dos Molins                                                                | BCIL 1987      | Obra popular XIX                                 | Vilanova i la Geltrú Urbanització Aragai                                                         | 41° 12′ 50″ N, 1° 42′ 03″ E / 41.213763°N,1.700736°E   | IPA-4495      | Torres dels Dos Molins (Vilanova i la Geltrú) · Vegeu més fotos d'aquest monument · Carregueu una nova foto d'aquest monument                                   |
| Torre d'en Garrell                                                                    | BCIL 1987      | Obra popular XIX                                 | Vilanova i la Geltrú Camí dels Esbarjos                                                          | 41° 13′ 50″ N, 1° 43′ 13″ E / 41.230467°N,1.720400°E   | IPA-4496      | Torre d'en Garrell (Vilanova i la Geltrú) · Vegeu més fotos d'aquest monument · Carregueu una nova foto d'aquest monument                                       |
| Portal d'en Nin o d'en Negrell i restes de muralla                                    | BCIL 1987      | Obra popular XIV                                 | Vilanova i la Geltrú Pl. Llarga - c. Sant Antoni                                                 | 41° 13′ 38″ N, 1° 43′ 35″ E / 41.227147°N,1.726288°E   | IPA-4497      | Portal d'en Nin i restes de muralla (Vilanova i la Geltrú) · Vegeu més fotos d'aquest monument · Carregueu una nova foto d'aquest monument                      |
| Magatzems Ricart, o Caixa d'Estalvis del Penedès                                      |                | Modernisme XIX Final                             | Vilanova i la Geltrú C. Caputxins, 10                                                            | 41° 13′ 34″ N, 1° 43′ 32″ E / 41.226017°N,1.725439°E   | IPA-4500      | Magatzems Ricart (Vilanova i la Geltrú) · Vegeu més fotos d'aquest monument · Carregueu una nova foto d'aquest monument                                         |
| Masia de Carro                                                                        | BCIL 1987      | Obra popular XII                                 | Vilanova i la Geltrú Ctra. Vilanova - Sant Pere de Ribes                                         | 41° 14′ 19″ N, 1° 44′ 13″ E / 41.238713°N,1.736984°E   | IPA-11996     | Masia de Carro (Vilanova i la Geltrú) · Vegeu més fotos d'aquest monument · Carregueu una nova foto d'aquest monument                                           |
| Rambla                                                                                | BCIL 1987      | XVIII, XX                                        | Vilanova i la Geltrú Rbla. Principal                                                             | 41° 13′ 25″ N, 1° 43′ 30″ E / 41.223516°N,1.725134°E   | IPA-11997     | Rambla (Vilanova i la Geltrú) · Vegeu més fotos d'aquest monument · Carregueu una nova foto d'aquest monument                                                   |
| Museu Romàntic Can Papiol                                                             | BCIL 1987      | Neoclassicisme XVIII                             | Vilanova i la Geltrú C. Major, 30-32                                                             | 41° 13′ 40″ N, 1° 43′ 29″ E / 41.227824°N,1.724779°E   | IPA-11998     | Museu Romàntic Can Papiol (Vilanova i la Geltrú) · Vegeu més fotos d'aquest monument · Carregueu una nova foto d'aquest monument                                |
| Carrer de l'Aigua                                                                     |                | Obra popular XVIII                               | Vilanova i la Geltrú C. de l'Aigua                                                               | 41° 13′ 23″ N, 1° 42′ 58″ E / 41.223168°N,1.716143°E   | IPA-11999     | Carrer de l'Aigua (Vilanova i la Geltrú) · Vegeu més fotos d'aquest monument · Carregueu una nova foto d'aquest monument                                        |
| Carrer de Pàdua, carrer del Correu                                                    |                | Obra popular XVIII                               | Vilanova i la Geltrú C. Pàdua, c. Correu                                                         | 41° 13′ 35″ N, 1° 43′ 36″ E / 41.226470°N,1.726529°E   | IPA-12000     | Carrer de Pàdua (Vilanova i la Geltrú) · Vegeu més fotos d'aquest monument · Carregueu una nova foto d'aquest monument                                          |
| Església parroquial de Sant Antoni Abat                                               | BCIL 1987      | Barroc, neoclassicisme XVIII-XX                  | Vilanova i la Geltrú Pl. Sant Antoni Abat                                                        | 41° 13′ 36″ N, 1° 43′ 25″ E / 41.226777°N,1.723593°E   | IPA-12001     | Església parroquial de Sant Antoni Abat (Vilanova i la Geltrú) · Vegeu més fotos d'aquest monument · Carregueu una nova foto d'aquest monument                  |
| Església parroquial de Santa Maria de la Geltrú                                       | BCIL 1987      | Barroc XVII                                      | Vilanova i la Geltrú Pl. de l'Assumpció, 1                                                       | 41° 13′ 36″ N, 1° 43′ 40″ E / 41.226613°N,1.727912°E   | IPA-12002     | Església parroquial de Santa Maria de la Geltrú (Vilanova i la Geltrú) · Vegeu més fotos d'aquest monument · Carregueu una nova foto d'aquest monument          |
| Barri del Palmerar                                                                    |                | Obra popular XVII                                | Vilanova i la Geltrú C. Palmerar de Dalt, c. Palmerar del Mig i c. Palmerar de Baix              | 41° 13′ 38″ N, 1° 43′ 36″ E / 41.227210°N,1.726699°E   | IPA-12004     | Barri del Palmerar (Vilanova i la Geltrú) · Vegeu més fotos d'aquest monument · Carregueu una nova foto d'aquest monument                                       |
| Capella de Sant Joan d'Enveja                                                         | BCIL 1987      | Romànic, obra popular XII                        | Vilanova i la Geltrú A ponent de la vila, a l'esquerra de la ctra. vella de Cubelles             | 41° 13′ 29″ N, 1° 42′ 50″ E / 41.224695°N,1.713841°E   | IPA-12005     | Capella de Sant Joan d'Enveja (Vilanova i la Geltrú) · Vegeu més fotos d'aquest monument · Carregueu una nova foto d'aquest monument                            |
| Campanar de l'església de Sant Antoni Abat                                            | BCIL 1987      | Barroc XVII-XVIII                                | Vilanova i la Geltrú Pl. Sant Antoni Abat                                                        | 41° 13′ 37″ N, 1° 43′ 26″ E / 41.226925°N,1.723772°E   | IPA-12006     | Campanar de l'església de Sant Antoni Abat (Vilanova i la Geltrú) · Vegeu més fotos d'aquest monument · Carregueu una nova foto d'aquest monument               |
| Can Font                                                                              | BCIL 1987      | Neoclassicisme XVIII                             | Vilanova i la Geltrú Pl. Llarga, 1                                                               | 41° 13′ 37″ N, 1° 43′ 35″ E / 41.226931°N,1.726467°E   | IPA-12007     | Can Font (Vilanova i la Geltrú) · Vegeu més fotos d'aquest monument · Carregueu una nova foto d'aquest monument                                                 |
| Can Samà                                                                              | BCIL 1987      | Neoclassicisme-romàntic XIX                      | Vilanova i la Geltrú C. Major, 54-56                                                             | 41° 13′ 39″ N, 1° 43′ 25″ E / 41.227437°N,1.723578°E   | IPA-12008     | Can Samà (Vilanova i la Geltrú) · Vegeu més fotos d'aquest monument · Carregueu una nova foto d'aquest monument                                                 |
| Can Josep Vinyals o Casa Rius, Casa Adela Peiró                                       | BCIL 1987      | Neoclassicisme-romàntic XIX (1853)               | Vilanova i la Geltrú Pujada d'en Cinto, 2                                                        | 41° 13′ 31″ N, 1° 43′ 39″ E / 41.225402°N,1.727516°E   | IPA-12009     | Can Josep Vinyals (Vilanova i la Geltrú) · Vegeu més fotos d'aquest monument · Carregueu una nova foto d'aquest monument                                        |
| Centre Catòlic, antic Casino Artesà                                                   | BCIL 1987      | Neoclassicisme-romàntic XIX                      | Vilanova i la Geltrú C. Sant Gervasi, 41                                                         | 41° 13′ 29″ N, 1° 43′ 31″ E / 41.224745°N,1.725322°E   | IPA-12010     | Centre Catòlic (Vilanova i la Geltrú) · Vegeu més fotos d'aquest monument · Carregueu una nova foto d'aquest monument                                           |
| Església de Sant Josep de l'Hospital de Sant Antoni Abat o Josepets                   | BCIL 1987      | Barroc XVIII                                     | Vilanova i la Geltrú C. de Sant Josep, 21-23                                                     | 41° 13′ 44″ N, 1° 43′ 22″ E / 41.228872°N,1.722847°E   | IPA-12011     | Església de Sant Josep de l'Hospital de Sant Antoni Abat (Vilanova i la Geltrú) · Vegeu més fotos d'aquest monument · Carregueu una nova foto d'aquest monument |
| Xalet Doctor Ribot                                                                    | BCIL 1987      | Modernisme Bonaventura Pollés i Vivó XX (1912)   | Vilanova i la Geltrú C. Marcel·lina Jacas, 3                                                     | 41° 12′ 53″ N, 1° 43′ 28″ E / 41.214769°N,1.724308°E   | IPA-12012     | Xalet Doctor Ribot (Vilanova i la Geltrú) · Vegeu més fotos d'aquest monument · Carregueu una nova foto d'aquest monument                                       |
| Orfeó Vilanoví                                                                        | BCIL 1987      | Modernisme XX                                    | Vilanova i la Geltrú C. de l'Església, 14-16                                                     | 41° 13′ 37″ N, 1° 43′ 27″ E / 41.227058°N,1.724152°E   | IPA-12014     | Orfeó Vilanoví (Vilanova i la Geltrú) · Vegeu més fotos d'aquest monument · Carregueu una nova foto d'aquest monument                                           |
| Can Manuel Olivella o Can Xicarró, Hotel Ideal, Clínica Magrinyà                      | BCIL 1987      | Neoclassicisme-romàntic XIX                      | Vilanova i la Geltrú Pl. de la Vila, 12                                                          | 41° 13′ 27″ N, 1° 43′ 32″ E / 41.224297°N,1.725495°E   | IPA-12015     | Can Manuel Olivella (Vilanova i la Geltrú) · Vegeu més fotos d'aquest monument · Carregueu una nova foto d'aquest monument                                      |
| Can Ramona i Maynés o Casa de les Columnes Trencades                                  | BCIL 1987      | Neoclassicisme-romàntic XIX                      | Vilanova i la Geltrú Pl. dels Cotxes, 6                                                          | 41° 13′ 30″ N, 1° 43′ 34″ E / 41.224921°N,1.725996°E   | IPA-12016     | Can Ramona i Maynés (Vilanova i la Geltrú) · Vegeu més fotos d'aquest monument · Carregueu una nova foto d'aquest monument                                      |
| Col·legi de les Puríssimes, o Can Junqué i Escofet                                    | BCIL 1987      | Neoclassicisme XIX                               | Vilanova i la Geltrú Pl. dels Cotxes, 3                                                          | 41° 13′ 30″ N, 1° 43′ 35″ E / 41.224983°N,1.726267°E   | IPA-12017     | Col·legi de les Puríssimes (Vilanova i la Geltrú) · Vegeu més fotos d'aquest monument · Carregueu una nova foto d'aquest monument                               |
| Can Vidal i Mascaró o Cal Don Juan, quarter de la polícia                             | BCIL 1987      | Obra popular XVIII                               | Vilanova i la Geltrú Pl. dels Cotxes, 4-5                                                        | 41° 13′ 29″ N, 1° 43′ 34″ E / 41.224847°N,1.726213°E   | IPA-12018     | Can Vidal i Mascaró (Vilanova i la Geltrú) · Vegeu més fotos d'aquest monument · Carregueu una nova foto d'aquest monument                                      |
| Can Sales i Vidal o Cal Noi del Piular, Banc Hispano Americano                        | BCIL 1987      | Eclecticisme XIX                                 | Vilanova i la Geltrú Pl. dels Cotxes, 7                                                          | 41° 13′ 29″ N, 1° 43′ 34″ E / 41.224836°N,1.726043°E   | IPA-12019     | Can Sales i Vidal (Vilanova i la Geltrú) · Vegeu més fotos d'aquest monument · Carregueu una nova foto d'aquest monument                                        |
| Can Font i Gumà, Casa Bultó o Can Bultó i Marquès                                     | BCIL 1987      | Eclecticisme XVIII                               | Vilanova i la Geltrú C. de Sant Joan, 31-33                                                      | 41° 13′ 32″ N, 1° 43′ 30″ E / 41.225519°N,1.725081°E   | IPA-12020     | Can Font i Gumà (Vilanova i la Geltrú) · Vegeu més fotos d'aquest monument · Carregueu una nova foto d'aquest monument                                          |
| Can Ricart                                                                            | BCIL 1987      | Modernisme Josep Font i Gumà XX (1901)           | Vilanova i la Geltrú C. Sant Joan, 37                                                            | 41° 13′ 31″ N, 1° 43′ 28″ E / 41.225349°N,1.724569°E   | IPA-12021     | Can Ricart (Vilanova i la Geltrú) · Vegeu més fotos d'aquest monument · Carregueu una nova foto d'aquest monument                                               |
| Teatre Municipal                                                                      | BCIL 1987      | Neoclassicisme XIX                               | Vilanova i la Geltrú Rbla. Principal, 2 bis                                                      | 41° 13′ 32″ N, 1° 43′ 26″ E / 41.225500°N,1.723904°E   | IPA-12022     | Teatre Municipal (Vilanova i la Geltrú) · Vegeu més fotos d'aquest monument · Carregueu una nova foto d'aquest monument                                         |
| Can Panxo Ferrer o Correus                                                            | BCIL 1987      | Eclecticisme XIX                                 | Vilanova i la Geltrú Rbla. Principal, 8                                                          | 41° 13′ 31″ N, 1° 43′ 27″ E / 41.225276°N,1.72403°E    | IPA-12023     | Can Panxo Ferrer (Vilanova i la Geltrú) · Vegeu més fotos d'aquest monument · Carregueu una nova foto d'aquest monument                                         |
| Can Gener o Can Raventós                                                              | BCIL 1987      | Modernisme Ubaldo Iranzo i Eiras XX (1902)       | Vilanova i la Geltrú Rbla. Principal, 104                                                        | 41° 13′ 19″ N, 1° 43′ 33″ E / 41.221966°N,1.725899°E   | IPA-12024     | Can Gener (Vilanova i la Geltrú) · Vegeu més fotos d'aquest monument · Carregueu una nova foto d'aquest monument                                                |
| Can Magrinyà o Can Renard                                                             | BCIL 1987      | Modernisme Josep M. Miró i Guibernau XX (1923)   | Vilanova i la Geltrú Rbla. Principal, 114-116                                                    | 41° 13′ 18″ N, 1° 43′ 34″ E / 41.221576°N,1.726094°E   | IPA-12025     | Can Magrinyà (Vilanova i la Geltrú) · Vegeu més fotos d'aquest monument · Carregueu una nova foto d'aquest monument                                             |
| Ca l'Artigas o Ca l'Antoni Pascual                                                    | BCIL 1987      | Modernisme XX (1900)                             | Vilanova i la Geltrú C. de la Llibertat, 37                                                      | 41° 13′ 18″ N, 1° 43′ 39″ E / 41.221662°N,1.72756°E    | IPA-12026     | Ca l'Artigas (Vilanova i la Geltrú) · Vegeu més fotos d'aquest monument · Carregueu una nova foto d'aquest monument                                             |
| Casa d'Empara                                                                         | BCIL 1987      | Historicisme XIX                                 | Vilanova i la Geltrú Rbla. Josep T. Ventosa, 20                                                  | 41° 13′ 17″ N, 1° 43′ 39″ E / 41.221322°N,1.727376°E   | IPA-12027     | Casa d'Empara (Vilanova i la Geltrú) · Vegeu més fotos d'aquest monument · Carregueu una nova foto d'aquest monument                                            |
| Capella de la Casa d'Empara                                                           | BCIL           | Historicisme XIX                                 | Vilanova i la Geltrú Rbla. Josep T. Ventosa, 20                                                  | 41° 13′ 17″ N, 1° 43′ 40″ E / 41.221409°N,1.727657°E   | IPA-12028     | Capella de la Casa d'Empara (Vilanova i la Geltrú) · Vegeu més fotos d'aquest monument · Carregueu una nova foto d'aquest monument                              |
| Casa Marquès de Castrofuerte                                                          | BCIL 1987      | Eclecticisme XIX                                 | Vilanova i la Geltrú Av. Narcís Monturiol, 2                                                     | 41° 13′ 17″ N, 1° 43′ 44″ E / 41.221369°N,1.728968°E   | IPA-12029     | Casa Marquès de Castrofuerte (Vilanova i la Geltrú) · Vegeu més fotos d'aquest monument · Carregueu una nova foto d'aquest monument                             |
| Casa de Santa Teresa                                                                  | BCIL 1987      | Eclecticisme XIX                                 | Vilanova i la Geltrú Av. Monturiol, 3                                                            | 41° 13′ 15″ N, 1° 43′ 46″ E / 41.220913°N,1.729492°E   | IPA-12030     | Casa de Santa Teresa (Vilanova i la Geltrú) · Vegeu més fotos d'aquest monument · Carregueu una nova foto d'aquest monument                                     |
| Estació                                                                               | BCIL 1987      | Eclecticisme, arquitectura del ferro XIX         | Vilanova i la Geltrú Pl. d'Eduard Maristany                                                      | 41° 13′ 13″ N, 1° 43′ 51″ E / 41.220331°N,1.730758°E   | IPA-12031     | Estació (Vilanova i la Geltrú) · Vegeu més fotos d'aquest monument · Carregueu una nova foto d'aquest monument                                                  |
| Can Sebastià Soler o Casa de l'Indiano, Can Pahissa                                   | BCIL 1987      | Modernisme Josep M. Miró i Guibernau XX (1921)   | Vilanova i la Geltrú Rbla. de la Pau, 42                                                         | 41° 13′ 09″ N, 1° 43′ 38″ E / 41.219296°N,1.727358°E   | IPA-12032     | Can Sebastià Soler (Vilanova i la Geltrú) · Vegeu més fotos d'aquest monument · Carregueu una nova foto d'aquest monument                                       |
| Col·legi Samà o Col·legi dels Pares Escolapis                                         | BCIL 1987      | Historicisme XIX                                 | Vilanova i la Geltrú Rbla. Samà, 116 - Anselm Clavé, 41                                          | 41° 13′ 09″ N, 1° 43′ 28″ E / 41.21925°N,1.724376°E    | IPA-12033     | Col·legi Samà (Vilanova i la Geltrú) · Vegeu més fotos d'aquest monument · Carregueu una nova foto d'aquest monument                                            |
| Casal del Mar, Confraria de Pescadors, o Pòsit de Pescadors                           | BCIL 1987      | Noucentisme Josep M. Miró i Guibernau XX (1925)  | Vilanova i la Geltrú Pg. Marítim, 63                                                             | 41° 12′ 58″ N, 1° 43′ 49″ E / 41.216165°N,1.730371°E   | IPA-12034     | Casal del Mar (Vilanova i la Geltrú) · Vegeu més fotos d'aquest monument · Carregueu una nova foto d'aquest monument                                            |
| Pòsit vell de Pescadors                                                               | BCIL 1987      | Eclecticisme XIX                                 | Vilanova i la Geltrú Pg. Marítim, 73                                                             | 41° 12′ 59″ N, 1° 43′ 53″ E / 41.216439°N,1.731353°E   | IPA-12035     | Pòsit vell de Pescadors (Vilanova i la Geltrú) · Vegeu més fotos d'aquest monument · Carregueu una nova foto d'aquest monument                                  |
| Can Castany                                                                           | BCIL 1987      | Noucentisme XX                                   | Vilanova i la Geltrú Pg. del Carme, 9-10                                                         | 41° 12′ 54″ N, 1° 43′ 34″ E / 41.214967°N,1.726085°E   | IPA-12036     | Can Castany (Vilanova i la Geltrú) · Vegeu més fotos d'aquest monument · Carregueu una nova foto d'aquest monument                                              |
| Magatzem Fecsa                                                                        | BCIL 1987      | Modernisme Daniel Boixeda XX                     | Vilanova i la Geltrú C. de la Llibertat, 109                                                     | 41° 13′ 11″ N, 1° 43′ 43″ E / 41.219675°N,1.728725°E   | IPA-12037     | Magatzem Fecsa (Vilanova i la Geltrú) · Vegeu més fotos d'aquest monument · Carregueu una nova foto d'aquest monument                                           |
| Mercat Públic                                                                         | BCIL 1987      | Racionalisme Josep M. Miró i Guibernau XX (1941) | Vilanova i la Geltrú Pl. de Soler i Carbonell                                                    | 41° 13′ 24″ N, 1° 43′ 26″ E / 41.223230°N,1.723983°E   | IPA-12038     | Mercat Públic (Vilanova i la Geltrú) · Vegeu més fotos d'aquest monument · Carregueu una nova foto d'aquest monument                                            |
| Cal Baró de Canyelles o Cal Raldiris, Cal Riba                                        | BCIL 1987      | Obra popular XV                                  | Vilanova i la Geltrú Pl. del Sagrat Cor, 1                                                       | 41° 13′ 34″ N, 1° 43′ 40″ E / 41.226102°N,1.727640°E   | IPA-12039     | Cal Baró de Canyelles (Vilanova i la Geltrú) · Vegeu més fotos d'aquest monument · Carregueu una nova foto d'aquest monument                                    |
| Can Ferrer Pi o Casa Nin                                                              |                | Obra popular XVI                                 | Vilanova i la Geltrú C. Sant Antoni, 2                                                           | 41° 13′ 38″ N, 1° 43′ 34″ E / 41.227162°N,1.726200°E   | IPA-12040     | Can Ferrer Pi (Vilanova i la Geltrú) · Vegeu més fotos d'aquest monument · Carregueu una nova foto d'aquest monument                                            |
| Casa Ignasi Font                                                                      | BCIL 1987      | Neoclassicisme-romàntic XIX                      | Vilanova i la Geltrú C. Sant Antoni, 5                                                           | 41° 13′ 38″ N, 1° 43′ 34″ E / 41.22716°N,1.72612°E     | IPA-12041     | Casa Ignasi Font (Vilanova i la Geltrú) · Vegeu més fotos d'aquest monument · Carregueu una nova foto d'aquest monument                                         |
| Can Freixedes o Can Segimon                                                           | BCIL 1987      | Eclecticisme XIX                                 | Vilanova i la Geltrú C. Sant Antoni, 13                                                          | 41° 13′ 38″ N, 1° 43′ 32″ E / 41.227199°N,1.725663°E   | IPA-12042     | Can Freixedes (Vilanova i la Geltrú) · Vegeu més fotos d'aquest monument · Carregueu una nova foto d'aquest monument                                            |
| Can Coloma                                                                            | BCIL 1987      | Barroc XVIII                                     | Vilanova i la Geltrú C. del Comerç, 4 - c. Sant Pere, 33                                         | 41° 13′ 36″ N, 1° 43′ 30″ E / 41.22672°N,1.72509°E     | IPA-12043     | Can Coloma (Vilanova i la Geltrú) · Vegeu més fotos d'aquest monument · Carregueu una nova foto d'aquest monument                                               |
| Edifici de la Caixa d'Estalvis de Vilanova, antics Jutjats                            | BCIL 1987      | Noucentisme XIX, XX                              | Vilanova i la Geltrú C. dels Caputxins, 7                                                        | 41° 13′ 34″ N, 1° 43′ 32″ E / 41.225997°N,1.725507°E   | IPA-12044     | Edifici de la Caixa d'Estalvis de Vilanova (Vilanova i la Geltrú) · Vegeu més fotos d'aquest monument · Carregueu una nova foto d'aquest monument               |
| Can Roig o Can Milà                                                                   | BCIL 1987      | Eclecticisme XIX                                 | Vilanova i la Geltrú C. Caputxins, 25-27                                                         | 41° 13′ 31″ N, 1° 43′ 33″ E / 41.225381°N,1.725794°E   | IPA-12045     | Can Roig (Vilanova i la Geltrú) · Vegeu més fotos d'aquest monument · Carregueu una nova foto d'aquest monument                                                 |
| Can Joan Olivella o la Glòria                                                         | BCIL 1987      | Modernisme XX (1910)                             | Vilanova i la Geltrú Pl. de les Cols, 12                                                         | 41° 13′ 35″ N, 1° 43′ 33″ E / 41.226521°N,1.725834°E   | IPA-12046     | Can Joan Olivella (Vilanova i la Geltrú) · Vegeu més fotos d'aquest monument · Carregueu una nova foto d'aquest monument                                        |
| Casa Galceran                                                                         | BCIL 1987      | Noucentisme XVIII, XX (1920)                     | Vilanova i la Geltrú Pl. de les Cols, 14-15                                                      | 41° 13′ 35″ N, 1° 43′ 32″ E / 41.226481°N,1.725692°E   | IPA-12047     | Casa Galceran (Vilanova i la Geltrú) · Vegeu més fotos d'aquest monument · Carregueu una nova foto d'aquest monument                                            |
| Hospital Vell o Escola Sant Miquel                                                    | BCIL 1987      | Obra popular XIV, XX                             | Vilanova i la Geltrú C. dels Estudis, 1-3                                                        | 41° 13′ 37″ N, 1° 43′ 19″ E / 41.226983°N,1.722052°E   | IPA-12048     | Hospital Vell (Vilanova i la Geltrú) · Vegeu més fotos d'aquest monument · Carregueu una nova foto d'aquest monument                                            |
| Casernes                                                                              | BCIL 1987      | Neoclassicisme XVIII                             | Vilanova i la Geltrú Pl. de les Casernes, 8-9                                                    | 41° 13′ 43″ N, 1° 43′ 34″ E / 41.228592°N,1.726022°E   | IPA-12050     | Casernes (Vilanova i la Geltrú) · Vegeu més fotos d'aquest monument · Carregueu una nova foto d'aquest monument                                                 |
| Casa Mercedes Soler                                                                   | BCIL 1987      | Obra popular XIX, XX                             | Vilanova i la Geltrú Rbla. Principal, 4-6                                                        | 41° 13′ 31″ N, 1° 43′ 26″ E / 41.225368°N,1.723985°E   | IPA-12051     | Casa Mercedes Soler (Vilanova i la Geltrú) · Vegeu més fotos d'aquest monument · Carregueu una nova foto d'aquest monument                                      |
| Tallers Caba                                                                          |                | XX                                               | Vilanova i la Geltrú C. del Codonyer, 7 (desaparegut)                                            | 41° 13′ 21″ N, 1° 43′ 41″ E / 41.222528°N,1.728031°E   | IPA-12052     | Tallers Caba (Vilanova i la Geltrú) · Vegeu més fotos d'aquest monument · Carregueu una nova foto d'aquest monument                                             |
| Escorxador municipal                                                                  | BCIL 1987      | Eclecticisme XIX                                 | Vilanova i la Geltrú C. de l'Escorxador, 4                                                       | 41° 13′ 45″ N, 1° 43′ 35″ E / 41.229260°N,1.726278°E   | IPA-12053     | Escorxador municipal (Vilanova i la Geltrú) · Vegeu més fotos d'aquest monument · Carregueu una nova foto d'aquest monument                                     |
| Casa Ferran López                                                                     |                | Obra popular XX                                  | Vilanova i la Geltrú C. Sant Gervasi, 50                                                         | 41° 13′ 32″ N, 1° 43′ 29″ E / 41.225674°N,1.724770°E   | IPA-12054     | Casa Ferran López (Vilanova i la Geltrú) · Vegeu més fotos d'aquest monument · Carregueu una nova foto d'aquest monument                                        |
| Can Puig de Galup o Cal Dragatalecas                                                  | BCIL 1987      | Neoclassicisme XIX                               | Vilanova i la Geltrú C. Sant Gervasi, 62                                                         | 41° 13′ 31″ N, 1° 43′ 30″ E / 41.225277°N,1.724971°E   | IPA-12055     | Can Puig de Galup (Vilanova i la Geltrú) · Vegeu més fotos d'aquest monument · Carregueu una nova foto d'aquest monument                                        |
| Mas del Notari o Casabona, Masia Alegret                                              | BCIL 1987      | Eclecticisme XIX                                 | Vilanova i la Geltrú Ctra. C-244 de Vilafranca a Vilanova                                        | 41° 14′ 50″ N, 1° 43′ 14″ E / 41.247190°N,1.720466°E   | IPA-12056     | Mas del Notari (Vilanova i la Geltrú) · Vegeu més fotos d'aquest monument · Carregueu una nova foto d'aquest monument                                           |
| Font del Bisbe Armanyà                                                                | BCIL 1987      | Eclecticisme XIX                                 | Vilanova i la Geltrú Pl. del Pou                                                                 | 41° 13′ 38″ N, 1° 43′ 38″ E / 41.227116°N,1.727111°E   | IPA-12057     | Font del Bisbe Armanyà (Vilanova i la Geltrú) · Vegeu més fotos d'aquest monument · Carregueu una nova foto d'aquest monument                                   |
| Font de la plaça Miró                                                                 | BCIL 1987      | Eclecticisme XIX                                 | Vilanova i la Geltrú Pl. Miró de Montgrós                                                        | 41° 13′ 30″ N, 1° 43′ 37″ E / 41.225007°N,1.726955°E   | IPA-12058     | Font de la plaça Miró (Vilanova i la Geltrú) · Vegeu més fotos d'aquest monument · Carregueu una nova foto d'aquest monument                                    |
| Font d'Elies Miró i Soler, font de ferro                                              | BCIL 1987      | Arquitectura del ferro XIX                       | Vilanova i la Geltrú C. Major - c. del Fossar Vell                                               | 41° 13′ 37″ N, 1° 43′ 20″ E / 41.226949°N,1.722217°E   | IPA-12059     | Font d'Elies Miró i Soler (Vilanova i la Geltrú) · Vegeu més fotos d'aquest monument · Carregueu una nova foto d'aquest monument                                |
| Monument als Propulsors del Ferrocarril                                               | BCIL 1987      | Neoclassicisme-romàntic XIX                      | Vilanova i la Geltrú Pl. Eduard Maristany                                                        | 41° 13′ 15″ N, 1° 43′ 50″ E / 41.220798°N,1.730495°E   | IPA-12060     | Monument als Propulsors del Ferrocarril (Vilanova i la Geltrú) · Vegeu més fotos d'aquest monument · Carregueu una nova foto d'aquest monument                  |
| Creu de terme del Xiribia                                                             | BCIL 1987      | XVII                                             | Vilanova i la Geltrú C. Creu del Xiribia - rbla. Sant Jordi                                      | 41° 13′ 47″ N, 1° 43′ 47″ E / 41.229706°N,1.729628°E   | IPA-12062     | Creu de terme del Xiribia (Vilanova i la Geltrú) · Vegeu més fotos d'aquest monument · Carregueu una nova foto d'aquest monument                                |
| Casa Santacana, Cal Puig del Castell                                                  | BCIL 1987      | XIX                                              | Vilanova i la Geltrú Pl. de Font i Gumà, 7                                                       | 41° 13′ 37″ N, 1° 43′ 39″ E / 41.226985°N,1.727544°E   | IPA-32713     | Casa Santacana (Vilanova i la Geltrú) · Vegeu més fotos d'aquest monument · Carregueu una nova foto d'aquest monument                                           |
| Vil·la Argentina                                                                      | BCIL 1987      |                                                  | Vilanova i la Geltrú C. Lluís de Requesens, 3                                                    | 41° 12′ 53″ N, 1° 43′ 26″ E / 41.214605°N,1.723813°E   | IPA-32714     | Vil·la Argentina (Vilanova i la Geltrú) · Vegeu més fotos d'aquest monument · Carregueu una nova foto d'aquest monument                                         |
| Casa Pau Soler Morell                                                                 | BCIL 1987      | XIX                                              | Vilanova i la Geltrú Pda. del Cinto, 10                                                          | 41° 13′ 32″ N, 1° 43′ 40″ E / 41.225532°N,1.727849°E   | IPA-32722     | Casa Pau Soler Morell (Vilanova i la Geltrú) · Vegeu més fotos d'aquest monument · Carregueu una nova foto d'aquest monument                                    |
| Casa Rectoral de Santa Maria de la Geltrú                                             | BCIL 1987      | XVIII                                            | Vilanova i la Geltrú C. de la Rectoria, 1                                                        | 41° 13′ 35″ N, 1° 43′ 40″ E / 41.226515°N,1.727719°E   | IPA-32730     | Casa Rectoral de Santa Maria de la Geltrú (Vilanova i la Geltrú) · Vegeu més fotos d'aquest monument · Carregueu una nova foto d'aquest monument                |
| Casa Joan Nicolàs, Cal Titi                                                           | BCIL 1987      | Obra popular XVI                                 | Vilanova i la Geltrú C. del Castell, 1 - c. dels Terrissaires, 7B                                | 41° 13′ 36″ N, 1° 43′ 42″ E / 41.226542°N,1.728219°E   | IPA-32739     | Casa Joan Nicolàs (Vilanova i la Geltrú) · Vegeu més fotos d'aquest monument · Carregueu una nova foto d'aquest monument                                        |
| Casa Josep Alonso, Casa Magí Soler                                                    | BCIL 1987      | XIX                                              | Vilanova i la Geltrú C. del Mascaró, 9                                                           | 41° 13′ 31″ N, 1° 43′ 43″ E / 41.225197°N,1.728559°E   | IPA-32747     | Casa Josep Alonso (Vilanova i la Geltrú) · Vegeu més fotos d'aquest monument · Carregueu una nova foto d'aquest monument                                        |
| Capella de Sant Sebastià                                                              | BCIL 1987      | XVI                                              | Vilanova i la Geltrú C. Sant Sebastià, 7 bis                                                     | 41° 13′ 26″ N, 1° 43′ 36″ E / 41.223894°N,1.726533°E   | IPA-32755     | Capella de Sant Sebastià (Vilanova i la Geltrú) · Vegeu més fotos d'aquest monument · Carregueu una nova foto d'aquest monument                                 |
| Rotonda dels Tallers dels Ferrocarrils                                                | BCIL 1987      | XX                                               | Vilanova i la Geltrú Rbla. de l'Exposició, 18                                                    | 41° 13′ 18″ N, 1° 43′ 54″ E / 41.221678°N,1.731593°E   | IPA-32763     | Rotonda dels Tallers dels Ferrocarrils (Vilanova i la Geltrú) · Vegeu més fotos d'aquest monument · Carregueu una nova foto d'aquest monument                   |
| Vil·la Laguarda                                                                       | BCIL 1987      | XX                                               | Vilanova i la Geltrú Pg. de Ribes Roges, 6                                                       | 41° 12′ 51″ N, 1° 43′ 26″ E / 41.214270°N,1.723871°E   | IPA-32773     | Vil·la Laguarda (Vilanova i la Geltrú) · Vegeu més fotos d'aquest monument · Carregueu una nova foto d'aquest monument                                          |
| Casa Ballester i Domingo                                                              | BCIL 1987      | XIX                                              | Vilanova i la Geltrú C. Cervantes, 3                                                             | 41° 13′ 29″ N, 1° 43′ 30″ E / 41.224665°N,1.725061°E   | IPA-32776     | Casa Ballester i Domingo (Vilanova i la Geltrú) · Vegeu més fotos d'aquest monument · Carregueu una nova foto d'aquest monument                                 |
| Casa Pau Alegre                                                                       | BCIL 1987      | XIX                                              | Vilanova i la Geltrú C. Pàdua, 17                                                                | 41° 13′ 35″ N, 1° 43′ 36″ E / 41.226274°N,1.726613°E   | IPA-32794     | Casa Pau Alegre (Vilanova i la Geltrú) · Vegeu més fotos d'aquest monument · Carregueu una nova foto d'aquest monument                                          |
| Casa Joaquím Sadurní, Cal Sanfaina                                                    | BCIL 1987      | XIX                                              | Vilanova i la Geltrú C. Major, 47                                                                | 41° 13′ 39″ N, 1° 43′ 27″ E / 41.227622°N,1.724119°E   | IPA-32796     | Casa Joaquím Sadurní (Vilanova i la Geltrú) · Vegeu més fotos d'aquest monument · Carregueu una nova foto d'aquest monument                                     |
| Escoles Graduades, CEIP Pompeu Fabra                                                  | BCIL 1987      | XX                                               | Vilanova i la Geltrú C. Sant Pius X                                                              | 41° 13′ 19″ N, 1° 43′ 22″ E / 41.221882°N,1.722646°E   | IPA-32798     | Escoles Graduades (Vilanova i la Geltrú) · Vegeu més fotos d'aquest monument · Carregueu una nova foto d'aquest monument                                        |
| Casa Miró i Pascual                                                                   | BCIL 1987      | XIX                                              | Vilanova i la Geltrú C. Sant Antoni, 18-20                                                       | 41° 13′ 38″ N, 1° 43′ 32″ E / 41.227233°N,1.725429°E   | IPA-32803     | Casa Miró i Pascual (Vilanova i la Geltrú) · Vegeu més fotos d'aquest monument · Carregueu una nova foto d'aquest monument                                      |
| Casa Carreras i Girona                                                                | BCIL 1987      | XIX                                              | Vilanova i la Geltrú C. Sant Gervasi, 74                                                         | 41° 13′ 29″ N, 1° 43′ 31″ E / 41.224820°N,1.725187°E   | IPA-32805     | Casa Carreras i Girona (Vilanova i la Geltrú) · Vegeu més fotos d'aquest monument · Carregueu una nova foto d'aquest monument                                   |
| Casa Florenci Sala                                                                    | BCIL 1987      | Modernisme XIX                                   | Vilanova i la Geltrú C. Correu, 89                                                               | 41° 13′ 19″ N, 1° 43′ 41″ E / 41.221909°N,1.728184°E   | IPA-32807     | Casa Florenci Sala (Vilanova i la Geltrú) · Vegeu més fotos d'aquest monument · Carregueu una nova foto d'aquest monument                                       |
| Vil·la Montserrat                                                                     | BCIL 1987      |                                                  | Vilanova i la Geltrú C. de Marcel·lina Jacas, 9                                                  | 41° 12′ 55″ N, 1° 43′ 26″ E / 41.215210°N,1.724018°E   | IPA-32809     | Vil·la Montserrat (Vilanova i la Geltrú) · Vegeu més fotos d'aquest monument · Carregueu una nova foto d'aquest monument                                        |
| Casa Sard                                                                             | BCIL 1987      | XIX                                              | Vilanova i la Geltrú C. de la Lluna, 1                                                           | 41° 13′ 39″ N, 1° 43′ 31″ E / 41.227451°N,1.725286°E   | IPA-32811     | Casa Sard (Vilanova i la Geltrú) · Vegeu més fotos d'aquest monument · Carregueu una nova foto d'aquest monument                                                |
| Casa Maristany                                                                        | BCIL 1987      | XIX                                              | Vilanova i la Geltrú C. de l'Aigua, 23-25                                                        | 41° 13′ 32″ N, 1° 43′ 22″ E / 41.225601°N,1.722722°E   | IPA-32813     | Casa Maristany (Vilanova i la Geltrú) · Vegeu més fotos d'aquest monument · Carregueu una nova foto d'aquest monument                                           |
| La Farola, Far de Sant Cristòfol                                                      | BCIL 1987      | XX                                               | Vilanova i la Geltrú Pg. del Molí de Mar                                                         | 41° 13′ 01″ N, 1° 44′ 14″ E / 41.216961°N,1.737261°E   | IPA-32815     | La Farola (Vilanova i la Geltrú) · Vegeu més fotos d'aquest monument · Carregueu una nova foto d'aquest monument                                                |
| Casa Josep Ferrer i Vidal, Cal Tineta                                                 | BCIL 1987      |                                                  | Vilanova i la Geltrú C. de l'Aigua, 27-29                                                        | 41° 13′ 32″ N, 1° 43′ 20″ E / 41.225481°N,1.722361°E   | IPA-32817     | Casa Josep Ferrer i Vidal (Vilanova i la Geltrú) · Vegeu més fotos d'aquest monument · Carregueu una nova foto d'aquest monument                                |
| Casa Boix, Can Jaumet                                                                 | BCIL 1987      | Eclecticisme XIX                                 | Vilanova i la Geltrú C. Caputxins, 29                                                            | 41° 13′ 31″ N, 1° 43′ 33″ E / 41.225295°N,1.725864°E   | IPA-32828     | Casa Boix (Vilanova i la Geltrú) · Vegeu més fotos d'aquest monument · Carregueu una nova foto d'aquest monument                                                |
| Torre d'en Plats i Olles                                                              | BCIL 1987      |                                                  | Vilanova i la Geltrú Rda. Ibèrica - rbla. de Sant Jordi                                          | 41° 13′ 51″ N, 1° 43′ 44″ E / 41.230698°N,1.728834°E   | IPA-32830     | Torre d'en Plats i Olles (Vilanova i la Geltrú) · Vegeu més fotos d'aquest monument · Carregueu una nova foto d'aquest monument                                 |
| Casa Escofet (Vilanova i la Geltrú)                                                   | BCIL 1987      | XX                                               | Vilanova i la Geltrú C. Sant Gregori, 9                                                          | 41° 13′ 34″ N, 1° 43′ 29″ E / 41.226247°N,1.724766°E   | IPA-32832     | Casa Escofet (Vilanova i la Geltrú) · Vegeu més fotos d'aquest monument · Carregueu una nova foto d'aquest monument                                             |
| Casa Benach, Casa Sebastià Puig                                                       | BCIL 1987      | XIX                                              | Vilanova i la Geltrú Pl. Miró de Montgròs, 1                                                     | 41° 13′ 31″ N, 1° 43′ 37″ E / 41.225211°N,1.726984°E   | IPA-32835     | Casa Benach (Vilanova i la Geltrú) · Vegeu més fotos d'aquest monument · Carregueu una nova foto d'aquest monument                                              |
| Cal Terzi, Escola la Pau                                                              | BCIL 1987      | XX                                               | Vilanova i la Geltrú Rbla. de la Pau, 57                                                         | 41° 13′ 10″ N, 1° 43′ 39″ E / 41.219400°N,1.727530°E   | IPA-32837     | Cal Terzi (Vilanova i la Geltrú) · Vegeu més fotos d'aquest monument · Carregueu una nova foto d'aquest monument                                                |
| Casa Ferrer i Riba                                                                    | BCIL 1987      | XX                                               | Vilanova i la Geltrú Rbla. Principal, 94                                                         | 41° 13′ 21″ N, 1° 43′ 32″ E / 41.222413°N,1.725607°E   | IPA-32839     | Casa Ferrer i Riba (Vilanova i la Geltrú) · Vegeu més fotos d'aquest monument · Carregueu una nova foto d'aquest monument                                       |
| Casa Masip, Cal Juncosa                                                               | BCIL 1987      | XX                                               | Vilanova i la Geltrú Rbla. Principal, 76                                                         | 41° 13′ 24″ N, 1° 43′ 30″ E / 41.223341°N,1.725087°E   | IPA-32853     | Casa Masip (Vilanova i la Geltrú) · Vegeu més fotos d'aquest monument · Carregueu una nova foto d'aquest monument                                               |
| Casa Ramon Tomàs, Cal Peruano                                                         | BCIL 1987      | XIX                                              | Vilanova i la Geltrú Rbla. Principal, 65                                                         | 41° 13′ 22″ N, 1° 43′ 32″ E / 41.222707°N,1.725683°E   | IPA-32854     | Casa Ramon Tomàs (Vilanova i la Geltrú) · Vegeu més fotos d'aquest monument · Carregueu una nova foto d'aquest monument                                         |
| Casa Ventosa i Puig, Cal Metge Negre                                                  | BCIL 1987      | XIX                                              | Vilanova i la Geltrú Rbla. Principal, 82                                                         | 41° 13′ 23″ N, 1° 43′ 31″ E / 41.223122°N,1.725209°E   | IPA-32855     | Casa Ventosa i Puig (Vilanova i la Geltrú) · Vegeu més fotos d'aquest monument · Carregueu una nova foto d'aquest monument                                      |
| Casa Rafael Ferrer i Vidal, Cal Genís                                                 | BCIL 1987      |                                                  | Vilanova i la Geltrú Rbla. Principal, 61                                                         | 41° 13′ 23″ N, 1° 43′ 32″ E / 41.222959°N,1.725543°E   | IPA-32857     | Casa Rafael Ferrer i Vidal (Vilanova i la Geltrú) · Vegeu més fotos d'aquest monument · Carregueu una nova foto d'aquest monument                               |
| Casa Salvador i Bech                                                                  | BCIL 1987      | XX                                               | Vilanova i la Geltrú Pg. del Carme, 10-11                                                        | 41° 12′ 54″ N, 1° 43′ 34″ E / 41.215034°N,1.726200°E   | IPA-32858     | Casa Salvador i Bech (Vilanova i la Geltrú) · Vegeu més fotos d'aquest monument · Carregueu una nova foto d'aquest monument                                     |
| Església de la Mare de Déu de la Providència, església del Col·legi de la Providència | BCIL 1987      |                                                  | Vilanova i la Geltrú C. de la Providència, 1                                                     | 41° 13′ 24″ N, 1° 43′ 40″ E / 41.223470°N,1.727749°E   | IPA-32860     | Església de la Mare de Déu de la Providència (Vilanova i la Geltrú) · Vegeu més fotos d'aquest monument · Carregueu una nova foto d'aquest monument             |
| Casa Rectoral de la Immaculada Concepció, Rectoria de Mar                             | BCIL 1987      | XIX                                              | Vilanova i la Geltrú Pl. de la Immaculada Concepció                                              | 41° 13′ 05″ N, 1° 43′ 47″ E / 41.218149°N,1.729619°E   | IPA-32861     | Casa Rectoral de la Immaculada Concepció (Vilanova i la Geltrú) · Vegeu més fotos d'aquest monument · Carregueu una nova foto d'aquest monument                 |
| Casa Solà i Esteve                                                                    | BCIL 1987      |                                                  | Vilanova i la Geltrú C. dels Escolapis, 3                                                        | 41° 13′ 25″ N, 1° 43′ 33″ E / 41.223675°N,1.725857°E   | IPA-32862     | Casa Solà i Esteve (Vilanova i la Geltrú) · Vegeu més fotos d'aquest monument · Carregueu una nova foto d'aquest monument                                       |
| Casa Teresa Anglada                                                                   | BCIL 1987      | XVIII                                            | Vilanova i la Geltrú C. Arquebisbe Armanyà, 16                                                   | 41° 13′ 35″ N, 1° 43′ 39″ E / 41.226515°N,1.727434°E   | IPA-32870     | Casa Teresa Anglada (Vilanova i la Geltrú) · Vegeu més fotos d'aquest monument · Carregueu una nova foto d'aquest monument                                      |
| Ermita de Sant Cristòfol                                                              | BCIL 1987      | XIV, XVIII, XX                                   | Vilanova i la Geltrú Pl. Eugeni d'Ors                                                            | 41° 13′ 04″ N, 1° 44′ 20″ E / 41.217907°N,1.738998°E   | IPA-32871     | Ermita de Sant Cristòfol (Vilanova i la Geltrú) · Vegeu més fotos d'aquest monument · Carregueu una nova foto d'aquest monument                                 |
| Torre d'en Vallès                                                                     | BCIL 1987      | XIX                                              | Vilanova i la Geltrú Av. de la Torre d'en Vallès - av. Sis Camins                                | 41° 13′ 19″ N, 1° 41′ 52″ E / 41.222012°N,1.697869°E   | IPA-32872     | Torre d'en Vallès (Vilanova i la Geltrú) · Vegeu més fotos d'aquest monument · Carregueu una nova foto d'aquest monument                                        |
| Els Esbarjos, Can Giró                                                                | BCIL 1987      | Josep Font Gumà XX                               | Vilanova i la Geltrú Camí dels Esbarjos                                                          | 41° 13′ 45″ N, 1° 43′ 04″ E / 41.229193°N,1.717778°E   | IPA-32873     | Els Esbarjos (Vilanova i la Geltrú) · Vegeu més fotos d'aquest monument · Carregueu una nova foto d'aquest monument                                             |
| Torre de l'Onclet                                                                     | BCIL 1987      |                                                  | Vilanova i la Geltrú                                                                             | 41° 14′ 24″ N, 1° 43′ 45″ E / 41.240037°N,1.729050°E   | IPA-32874     | Torre de l'Onclet (Vilanova i la Geltrú) · Vegeu més fotos d'aquest monument · Carregueu una nova foto d'aquest monument                                        |
| Casa Roig i Serra, Can Dimas                                                          | BCIL 1987      | XVIII, XIX                                       | Vilanova i la Geltrú C. Sant Gervasi, 36-38                                                      | 41° 13′ 34″ N, 1° 43′ 28″ E / 41.226009°N,1.724539°E   | IPA-32875     | Casa Roig i Serra (Vilanova i la Geltrú) · Vegeu més fotos d'aquest monument · Carregueu una nova foto d'aquest monument                                        |
| Mas del Padroell                                                                      | BCIL 1987      |                                                  | Vilanova i la Geltrú                                                                             | 41° 14′ 48″ N, 1° 42′ 33″ E / 41.246798°N,1.709205°E   | IPA-32876     | Carregueu una nova foto d'aquest monument |
| Xalet d'en Panxo Ferrer, o masia, Ca n'Amians, Mas Caspolino o los Caballitos         | BCIL 1987      |                                                  | Vilanova i la Geltrú Camí del Piulart                                                            | 41° 13′ 43″ N, 1° 42′ 42″ E / 41.228531°N,1.711530°E   | IPA-32877     | Xalet d'en Panxo Ferrer (Vilanova i la Geltrú) · Vegeu més fotos d'aquest monument · Carregueu una nova foto d'aquest monument                                  |
| Casa Bolet                                                                            | BCIL 1987      | XIX                                              | Vilanova i la Geltrú C. Pàdua, 14                                                                | 41° 13′ 35″ N, 1° 43′ 36″ E / 41.226279°N,1.726547°E   | IPA-32878     | Casa Bolet (Vilanova i la Geltrú) · Vegeu més fotos d'aquest monument · Carregueu una nova foto d'aquest monument                                               |
| Casa Pi i Torrents                                                                    | BCIL 1987      | XIX                                              | Vilanova i la Geltrú C. Pàdua, 18                                                                | 41° 13′ 34″ N, 1° 43′ 36″ E / 41.226126°N,1.726603°E   | IPA-32879     | Casa Pi i Torrents (Vilanova i la Geltrú) · Vegeu més fotos d'aquest monument · Carregueu una nova foto d'aquest monument                                       |
| Casa Torrents i Marquès, Ca l'Onclet                                                  | BCIL 1987      | XVII, XIX                                        | Vilanova i la Geltrú C. Palmerar de Baix, 4                                                      | 41° 13′ 37″ N, 1° 43′ 36″ E / 41.226993°N,1.726681°E   | IPA-32880     | Casa Torrents i Marquès (Vilanova i la Geltrú) · Vegeu més fotos d'aquest monument · Carregueu una nova foto d'aquest monument                                  |
| Casa Antoni Amela                                                                     | BCIL 1987      | XIX                                              | Vilanova i la Geltrú C. Palmerar de Baix, 12                                                     | 41° 13′ 37″ N, 1° 43′ 37″ E / 41.226949°N,1.726967°E   | IPA-32881     | Casa Antoni Amela (Vilanova i la Geltrú) · Vegeu més fotos d'aquest monument · Carregueu una nova foto d'aquest monument                                        |
| Terrat mariner                                                                        | BCIL 1987      |                                                  | Vilanova i la Geltrú Pg. Marítim, 71                                                             | 41° 12′ 59″ N, 1° 43′ 52″ E / 41.216415°N,1.731176°E   | IPA-32882     | Terrat mariner (Vilanova i la Geltrú) · Vegeu més fotos d'aquest monument · Carregueu una nova foto d'aquest monument                                           |
| Masia en Samà                                                                         | BCIL 1987      | XX                                               | Vilanova i la Geltrú                                                                             | 41° 14′ 44″ N, 1° 43′ 36″ E / 41.245518°N,1.726742°E   | IPA-32883     | Masia en Samà (Vilanova i la Geltrú) · Vegeu més fotos d'aquest monument · Carregueu una nova foto d'aquest monument                                            |
| Masia de Santa Magdalena                                                              | BCIL 1987      |                                                  | Vilanova i la Geltrú                                                                             | 41° 14′ 39″ N, 1° 43′ 55″ E / 41.244056°N,1.731844°E   | IPA-32884     | Masia de Santa Magdalena (Vilanova i la Geltrú) · Vegeu més fotos d'aquest monument · Carregueu una nova foto d'aquest monument                                 |
| Mas de l'Artís                                                                        | BCIL 1987      | XIII                                             | Vilanova i la Geltrú                                                                             | 41° 15′ 47″ N, 1° 41′ 43″ E / 41.262935°N,1.695351°E   | IPA-32885     | Mas de l'Artís (Vilanova i la Geltrú) · Vegeu més fotos d'aquest monument · Carregueu una nova foto d'aquest monument                                           |
| Mas de l'Esquerrer de Baix                                                            | BCIL 1987      |                                                  | Vilanova i la Geltrú                                                                             | 41° 12′ 35″ N, 1° 41′ 28″ E / 41.209594°N,1.690977°E   | IPA-32886     | Carregueu una nova foto d'aquest monument |
| Mas de Roquer                                                                         | BCIL 1987      | XX                                               | Vilanova i la Geltrú                                                                             | 41° 13′ 55″ N, 1° 41′ 33″ E / 41.231939°N,1.692562°E   | IPA-32887     | Mas de Roquer (Vilanova i la Geltrú) · Vegeu més fotos d'aquest monument · Carregueu una nova foto d'aquest monument                                            |
| Mas Ricard                                                                            | BCIL 1987      |                                                  | Vilanova i la Geltrú                                                                             | 41° 14′ 15″ N, 1° 41′ 03″ E / 41.237575°N,1.684194°E   | IPA-32889     | Mas Ricard (Vilanova i la Geltrú) · Vegeu més fotos d'aquest monument · Carregueu una nova foto d'aquest monument                                               |
| Mas Palau                                                                             | BCIL 1987      |                                                  | Vilanova i la Geltrú                                                                             | 41° 13′ 32″ N, 1° 41′ 26″ E / 41.225504°N,1.690616°E   | IPA-32890     | Carregueu una nova foto d'aquest monument |
| Mas Seró, o Saró                                                                      | BCIL 1987      |                                                  | Vilanova i la Geltrú C. de les Atzavares, 28                                                     | 41° 13′ 14″ N, 1° 42′ 27″ E / 41.220650°N,1.707544°E   | IPA-32891     | Mas Seró (Vilanova i la Geltrú) · Vegeu més fotos d'aquest monument · Carregueu una nova foto d'aquest monument                                                 |
| La Geltrú                                                                             | BCIL 1987      |                                                  | Vilanova i la Geltrú C. de la Unió - c. de Santa Magdalena - c. de Barcelona - c. de Sitges      | 41° 13′ 35″ N, 1° 43′ 42″ E / 41.226311°N,1.728437°E   | IPA-32892     | La Geltrú (Vilanova i la Geltrú) · Vegeu més fotos d'aquest monument · Carregueu una nova foto d'aquest monument                                                |
| Casa Josep Giralt                                                                     | BCIL 1987      | XVIII                                            | Vilanova i la Geltrú C. de l'Arquebisbe Armanyà, 12                                              | 41° 13′ 36″ N, 1° 43′ 39″ E / 41.226702°N,1.727413°E   | IPA-32893     | Casa Josep Giralt (Vilanova i la Geltrú) · Vegeu més fotos d'aquest monument · Carregueu una nova foto d'aquest monument                                        |
| Plaça dels Lledoners                                                                  | BCIL 1987      |                                                  | Vilanova i la Geltrú Pl. dels Lledoners                                                          | 41° 13′ 32″ N, 1° 43′ 42″ E / 41.225651°N,1.728237°E   | IPA-32894     | Plaça dels Lledoners (Vilanova i la Geltrú) · Vegeu més fotos d'aquest monument · Carregueu una nova foto d'aquest monument                                     |
| Vilanova antiga i el Palmerar                                                         | BCIL 1987      |                                                  | Vilanova i la Geltrú Entre pl. Llarga, c. Major i pl. Cols                                       | 41° 13′ 37″ N, 1° 43′ 30″ E / 41.227°N,1.725°E         | IPA-32895     | Vilanova antiga i el Palmerar (Vilanova i la Geltrú) · Vegeu més fotos d'aquest monument · Carregueu una nova foto d'aquest monument                            |
| Plaça de les Cols                                                                     | BCIL 1987      |                                                  | Vilanova i la Geltrú Pl. de les Cols                                                             | 41° 13′ 35″ N, 1° 43′ 32″ E / 41.226483°N,1.725578°E   | IPA-32896     | Plaça de les Cols (Vilanova i la Geltrú) · Vegeu més fotos d'aquest monument · Carregueu una nova foto d'aquest monument                                        |
| Eixample Central                                                                      | BCIL 1987      |                                                  | Vilanova i la Geltrú Rbla. dels Josepets - c. de Sant Magí - c. de l'Aigua - c. de Sant Francesc | 41° 13′ 27″ N, 1° 43′ 33″ E / 41.224304°N,1.725836°E   | IPA-32898     | Eixample Central (Vilanova i la Geltrú) · Vegeu més fotos d'aquest monument · Carregueu una nova foto d'aquest monument                                         |
| Xalet Miramar, Xalet d'en Nin                                                         | BCIL 1987      | XX                                               | Vilanova i la Geltrú Camí de Sant Gervasi                                                        | 41° 12′ 40″ N, 1° 42′ 47″ E / 41.211178°N,1.713116°E   | IPA-32899     | Xalet Miramar (Vilanova i la Geltrú) · Vegeu més fotos d'aquest monument · Carregueu una nova foto d'aquest monument                                            |
| Mas d'en Dimas                                                                        | BCIL 1987      |                                                  | Vilanova i la Geltrú                                                                             | 41° 13′ 01″ N, 1° 42′ 33″ E / 41.216821°N,1.709098°E   | IPA-32900     | Mas d'en Dimas (Vilanova i la Geltrú) · Vegeu més fotos d'aquest monument · Carregueu una nova foto d'aquest monument                                           |
| Façana de Mar                                                                         | BCIL 1987      |                                                  | Vilanova i la Geltrú                                                                             | 41° 12′ 58″ N, 1° 43′ 47″ E / 41.216013°N,1.729764°E   | IPA-32901     | Façana de Mar (Vilanova i la Geltrú) · Vegeu més fotos d'aquest monument · Carregueu una nova foto d'aquest monument                                            |
| Casa Puig i Rafecas, Casa Elvira Viñals                                               | BCIL 1987      | XX                                               | Vilanova i la Geltrú Rbla. Principal, 17                                                         | 41° 13′ 29″ N, 1° 43′ 28″ E / 41.224821°N,1.724498°E   | IPA-32902     | Casa Puig i Rafecas (Vilanova i la Geltrú) · Vegeu més fotos d'aquest monument · Carregueu una nova foto d'aquest monument                                      |
| Habitatges Marquès                                                                    | BCIL 1987      | Darreres tendències XX                           | Vilanova i la Geltrú Av. del Garraf - c. Duc d'Ahumada - av. Eduard Toldrà                       | 41° 13′ 28″ N, 1° 43′ 57″ E / 41.224401°N,1.732529°E   | IPA-32903     | Habitatges Marquès (Vilanova i la Geltrú) · Vegeu més fotos d'aquest monument · Carregueu una nova foto d'aquest monument                                       |
| Turó de Sant Cristòfol                                                                | BCIL 1987      |                                                  | Vilanova i la Geltrú                                                                             | 41° 13′ 03″ N, 1° 44′ 17″ E / 41.217490°N,1.737957°E   | IPA-32904     | Turó de Sant Cristòfol (Vilanova i la Geltrú) · Vegeu més fotos d'aquest monument · Carregueu una nova foto d'aquest monument                                   |
| Casa del capellà de l'Hospital                                                        | BCIL 1987      | XIX                                              | Vilanova i la Geltrú C. Sant Josep, 26                                                           | 41° 13′ 44″ N, 1° 43′ 23″ E / 41.228904°N,1.722993°E   | IPA-32918     | Casa del capellà de l'Hospital (Vilanova i la Geltrú) · Vegeu més fotos d'aquest monument · Carregueu una nova foto d'aquest monument                           |
| Torre de l'Hort de l'Hospital                                                         | BCIL 1987      | Obra popular XIX                                 | Vilanova i la Geltrú Torrent de la Pastera                                                       | 41° 13′ 46″ N, 1° 43′ 21″ E / 41.229575°N,1.722408°E   | IPA-36319     | Torre de l'Hort de l'Hospital (Vilanova i la Geltrú) · Vegeu més fotos d'aquest monument · Carregueu una nova foto d'aquest monument                            |
| Cabana agrícola                                                                       |                | Obra popular                                     | Vilanova i la Geltrú                                                                             |                                                        | IPA-37863     | Cabana agrícola (Vilanova i la Geltrú) · Vegeu més fotos d'aquest monument · Carregueu una nova foto d'aquest monument                                          |
| Forn del Fondo de les Oliveres                                                        |                | Obra popular XX                                  | Vilanova i la Geltrú Fondo de les Oliveres                                                       |                                                        | IPA-41571     | Forn del Fondo de les Oliveres (Vilanova i la Geltrú) · Vegeu més fotos d'aquest monument · Carregueu una nova foto d'aquest monument                           |
| Forn del Torrent de la Pastera                                                        |                | Obra popular                                     | Vilanova i la Geltrú Mas Artís, Torrent de la Pastera, Mas de la Fam                             | 41° 15′ 40″ N, 1° 41′ 53″ E / 41.261086°N,1.698062°E   | IPA-41572     | Forn del Torrent de la Pastera (Vilanova i la Geltrú) · Vegeu més fotos d'aquest monument · Carregueu una nova foto d'aquest monument                           |
| Monument a Josep Tomàs Ventosa                                                        | BCIL 1987      | XIX                                              | Vilanova i la Geltrú Pl. de la Vila                                                              | 41° 13′ 27″ N, 1° 43′ 33″ E / 41.224282°N,1.725887°E   | IPA-42812     | Monument a Josep Tomàs Ventosa (Vilanova i la Geltrú) · Vegeu més fotos d'aquest monument · Carregueu una nova foto d'aquest monument                           |
| Creu de Sant Gregori de la Geltrú, Creu del Cementiri                                 | BCIL 1987      | XVIII, XX                                        | Vilanova i la Geltrú Ctra. de Vilafranca                                                         | 41° 13′ 56″ N, 1° 43′ 40″ E / 41.232227°N,1.727758°E   | IPA-42813     | Creu de Sant Gregori de la Geltrú (Vilanova i la Geltrú) · Vegeu més fotos d'aquest monument · Carregueu una nova foto d'aquest monument                        |
| Creu de Sant Gregori, Creu de la Collada                                              | BCIL 1987      | XIX                                              | Vilanova i la Geltrú Camí de la Collada                                                          | 41° 13′ 16″ N, 1° 42′ 23″ E / 41.221153°N,1.706258°E   | IPA-42814     | Creu de Sant Gregori (Vilanova i la Geltrú) · Vegeu més fotos d'aquest monument · Carregueu una nova foto d'aquest monument                                     |
| Creu de Sant Joan                                                                     | BCIL 1987      | XVI                                              | Vilanova i la Geltrú Camí de Sant Joan                                                           | 41° 13′ 35″ N, 1° 42′ 59″ E / 41.226255°N,1.716265°E   | IPA-42815     | Creu de Sant Joan (Vilanova i la Geltrú) · Vegeu més fotos d'aquest monument · Carregueu una nova foto d'aquest monument                                        |
| Monument funerari Família Ortoll Junqué                                               | BCIL 1987      | Academicisme XX                                  | Vilanova i la Geltrú Cementiri municipal                                                         | 41° 13′ 55″ N, 1° 43′ 42″ E / 41.231995°N,1.728450°E   | IPA-42816     | Monument funerari Família Ortoll Junqué (Vilanova i la Geltrú) · Vegeu més fotos d'aquest monument · Carregueu una nova foto d'aquest monument                  |
| Monument funerari a Víctor Balaguer                                                   | BCIL 1987      | Historicisme XX                                  | Vilanova i la Geltrú Cementiri municipal                                                         | 41° 13′ 55″ N, 1° 43′ 42″ E / 41.231995°N,1.728450°E   | IPA-42817     | Monument funerari a Víctor Balaguer (Vilanova i la Geltrú) · Vegeu més fotos d'aquest monument · Carregueu una nova foto d'aquest monument                      |
| Plaça de Soler i Gustems, plaça dels Carros                                           | BCIL 1987      | XVIII                                            | Vilanova i la Geltrú Pl. de Soler i Gustems                                                      | 41° 13′ 24″ N, 1° 43′ 37″ E / 41.223236°N,1.726965°E   | IPA-42818     | Plaça de Soler i Gustems (Vilanova i la Geltrú) · Vegeu més fotos d'aquest monument · Carregueu una nova foto d'aquest monument                                 |
| Plaça dels Josepets                                                                   | BCIL 1987      | XIX                                              | Vilanova i la Geltrú Pl. dels Josepets                                                           | 41° 13′ 44″ N, 1° 43′ 23″ E / 41.228806°N,1.722947°E   | IPA-42820     | Plaça dels Josepets (Vilanova i la Geltrú) · Vegeu més fotos d'aquest monument · Carregueu una nova foto d'aquest monument                                      |
| Plaça dels Cotxes                                                                     | BCIL 1987      |                                                  | Vilanova i la Geltrú Pl. dels Cotxes                                                             | 41° 13′ 30″ N, 1° 43′ 34″ E / 41.224918°N,1.726127°E   | IPA-42821     | Plaça dels Cotxes (Vilanova i la Geltrú) · Vegeu més fotos d'aquest monument · Carregueu una nova foto d'aquest monument                                        |
| Plaça de l'Assumpció                                                                  | BCIL 1987      | XIV, XIX                                         | Vilanova i la Geltrú Pl. de l'Assumpció                                                          | 41° 13′ 36″ N, 1° 43′ 41″ E / 41.226622°N,1.728016°E   | IPA-42822     | Plaça de l'Assumpció (Vilanova i la Geltrú) · Vegeu més fotos d'aquest monument · Carregueu una nova foto d'aquest monument                                     |
| Plaça de Sant Antoni Abat                                                             | BCIL 1987      | XIV, XIX                                         | Vilanova i la Geltrú Pl. de Sant Antoni                                                          | 41° 13′ 37″ N, 1° 43′ 25″ E / 41.226876°N,1.723575°E   | IPA-42823     | Plaça de Sant Antoni Abat (Vilanova i la Geltrú) · Vegeu més fotos d'aquest monument · Carregueu una nova foto d'aquest monument                                |
| Parc municipal Gumà i Ferran                                                          | BCIL 1987      | XIX                                              | Vilanova i la Geltrú Parc Gumà i Ferran                                                          | 41° 13′ 07″ N, 1° 43′ 29″ E / 41.2186541°N,1.7246816°E | IPA-42824     | Parc municipal Gumà i Ferran (Vilanova i la Geltrú) · Vegeu més fotos d'aquest monument · Carregueu una nova foto d'aquest monument                             |
| Plaça de Miró de Montgròs                                                             | BCIL 1987      | XVIII-XIX                                        | Vilanova i la Geltrú Pl. de Miró de Montgròs                                                     | 41° 13′ 30″ N, 1° 43′ 37″ E / 41.225007°N,1.726955°E   | IPA-42825     | Plaça de Miró de Montgròs (Vilanova i la Geltrú) · Vegeu més fotos d'aquest monument · Carregueu una nova foto d'aquest monument                                |
| Casa Salvador Coll, Casa Josepa Jané                                                  | BCIL 1987      | XIX                                              | Vilanova i la Geltrú C. de l'Argenteria, 8                                                       | 41° 13′ 33″ N, 1° 43′ 39″ E / 41.225926°N,1.727582°E   | IPA-42826     | Casa Roig i Serra (Vilanova i la Geltrú) · Vegeu més fotos d'aquest monument · Carregueu una nova foto d'aquest monument                                        |
| Casa Germanes Poch                                                                    | BCIL 1987      | XIX                                              | Vilanova i la Geltrú C. del Rei en Jaume I, 3                                                    | 41° 13′ 34″ N, 1° 43′ 40″ E / 41.226039°N,1.727897°E   | IPA-42827     | Casa Germanes Poch (Vilanova i la Geltrú) · Vegeu més fotos d'aquest monument · Carregueu una nova foto d'aquest monument                                       |
| Casa Pelegrina Alba                                                                   | BCIL 1987      | XIX                                              | Vilanova i la Geltrú Rbla. Principal, 7                                                          | 41° 13′ 31″ N, 1° 43′ 27″ E / 41.225409°N,1.724171°E   | IPA-42828     | Casa Pelegrina Alba (Vilanova i la Geltrú) · Vegeu més fotos d'aquest monument · Carregueu una nova foto d'aquest monument                                      |
| Ermita de Sant Gervasi                                                                | BCIL 1987      | XVI, XVII                                        | Vilanova i la Geltrú Camí de Sant Gervasi                                                        | 41° 12′ 42″ N, 1° 42′ 44″ E / 41.211562°N,1.712119°E   | IPA-42829     | Ermita de Sant Gervasi (Vilanova i la Geltrú) · Vegeu més fotos d'aquest monument · Carregueu una nova foto d'aquest monument                                   |
| Casa Arenas                                                                           |                | Darreres tendències 1979-1981                    | Vilanova i la Geltrú C. de Marcel·lina Jacas, 20                                                 | 41° 12′ 58″ N, 1° 43′ 25″ E / 41.216139°N,1.723617°E   | IPA-46269     | Casa Arenas (Vilanova i la Geltrú) · Vegeu més fotos d'aquest monument · Carregueu una nova foto d'aquest monument                                              |